# April 2003
Portal Geschichte | Portal Biografien | Aktuelle Ereignisse | Jahreskalender | Tagesartikel

◄ |
20. Jahrhundert |
21. Jahrhundert

◄ |
1970er |
1980er |
1990er |
2000er
| 2010er | 2020er | 2030er | ►

◄ |
1999 |
2000 |
2001 |
2002 |
2003
| 2004 | 2005 | 2006 | 2007 | ►

◄ |
Januar 2003 |
Februar 2003 |
März 2003 |
April 2003 |
Mai 2003 |
Juni 2003 |
Juli 2003 |
►
Dieser Artikel behandelt tagesbezogene Nachrichten und Ereignisse im April 2003.

## Tagesgeschehen

### Dienstag, 1. April 2003

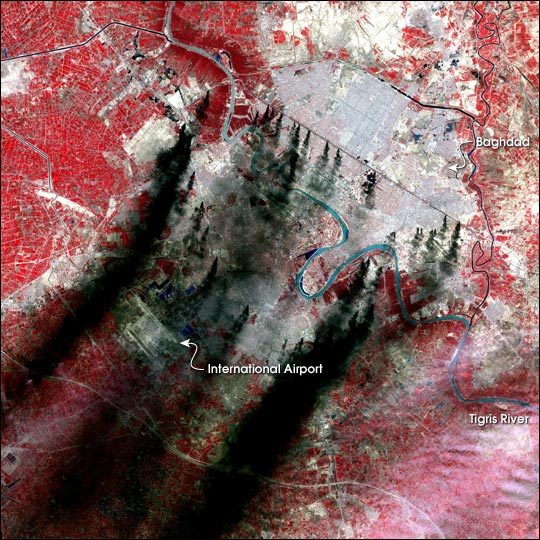
Falschfarben-Satellitenbild von Bagdad

- Bagdad/Irak: Im Dritten Golfkrieg wird u. a. das Zentrum der irakischen Hauptstadt bombardiert. Zu den Zielen gehören der „Palast der Republik“, die Liegenschaften der Republikanischen Garde und die Zentrale des Nationalen Olympischen Komitees.
- Chima/Bolivien: Bei einem Erdrutsch in der etwa 190 km nördlich von La Paz gelegenen Goldgräberstadt Chima werden nach Schätzungen der Behörden bis zu 150 Menschen verschüttet.
- Floridastraße: Wie bereits am 19. März wird ein Passagierflugzeug auf dem Weg von Kuba nach Key West im US-Bundesstaat Florida entführt.
- Hemer/Deutschland: In Nordrhein-Westfalen weisen Mediziner bei einem 72-jährigen Mann zum ersten Mal in Deutschland das Schwere Akute Atemwegssyndrom nach.
- Nürnberg/Deutschland: Seit heute können in „Minijobs“ 400 Euro pro Monat statt bisher 325 Euro verdient werden. Die Pflicht-Abgabe des Arbeitgebers an die Sozialversicherungsträger liegt nun bei 25 % im Allgemeinen und bei 12 % für Arbeitgeber im Bereich der privaten Haushaltshilfe.
- Zubair/Irak: Nach Angaben britischer Medien bringt die Britische Armee die 15 km von Basra entfernte Großstadt Zubair nach heftigen Gefechten unter ihre Kontrolle.

### Mittwoch, 2. April 2003
- Bagdad/Irak: Im Irakkrieg wird die „Bagdad-Division“ der Republikanischen Garde nach US-amerikanischen Angaben an zwei Fronten vernichtend geschlagen. Die Städte Kut und Kerbela, beide über 100 km von Bagdad entfernt, sind die nächsten Ziele. Die vordersten Einheiten der Streitkräfte der Vereinigten Staaten sollen sich 30 km vor Kut befinden.
- Berlin/Deutschland: Der Bundesvorstand der Partei Bündnis 90/Die Grünen beschließt auf Antrag von etwa 50 Kreisverbänden die Vorbereitung eines Sonderparteitags zu den Sozialreformen der Agenda 2010.
- Brüssel/Belgien: Die Europäische Union (EU) eröffnet gegen Frankreich ein Defizit-Verfahren. Gemäß EU-Verträgen ist eine Neuverschuldung in Höhe von maximal 3 % des Staatshaushalts zulässig. Das französische Defizit liegt bei 3,1 %.
- Brüssel/Belgien: Einen Tag vor dem Besuch des US-Außenministers Colin Powell wird eine Änderung des Völkermord-Gesetzes beschlossen. Die noch gültige Fassung gibt Menschen weltweit das Recht, bei Verstößen gegen das Völkerrecht belgische Gerichte anzurufen, deshalb sind Klagen anhängig gegen den früheren US-Präsidenten George H. W. Bush und drei Mitglieder der jetzigen US-Regierung.[1]
- Davao City/Philippinen: Im Hafenviertel der Stadt werden durch eine Explosion mindestens 16 Menschen getötet. Darunter befinden sich zwei Kinder und eine Nonne. 40 weitere Menschen werden verletzt.
- Genf/Schweiz: Die Weltgesundheitsorganisation warnt erstmals in ihrer Geschichte vor Reisen in eine Region, die zu diesem Zeitpunkt nicht von einem Krieg betroffen ist, und rät vom Besuch der chinesischen Provinz Guangdong sowie der Sonderverwaltungszone Hongkong ab.
- Hilla/Irak: Das Internationale Komitee vom Roten Kreuz wirft den Alliierten im Irakkrieg vor, bei der Bombardierung der Stadt Bagdad international geächtete Streubomben einzusetzen. ZDF-Korrespondent Ulrich Tilgner berichtet von Splitterverletzungen, die den Vorwurf stützen.
- Türkei: Ministerpräsident Abdullah Gül und US-Außenminister Colin Powell vereinbaren die logistische Unterstützung der Streitkräfte der Vereinigten Staaten durch die Türkei im Nordirak.
- Tulkarm/Palästinensische Autonomiegebiete: Die Israelische Armee nimmt bei einer Großrazzia im nahe der Stadt Tulkarm im Westjordanland gelegenen Flüchtlingslager etwa 2.000 palästinensische Männer vorübergehend fest.

### Donnerstag, 3. April 2003
- Bagdad/Irak: Aus der Stadt wird von einer Massenflucht berichtet, unterdessen nehmen US-Soldaten der 3. Infanterie-Division nach Angaben eines Reporters des amerikanischen Fernsehsenders ABC bei geringer Gegenwehr den internationalen Flughafen der Stadt ein. Sie wären die ersten Alliierten innerhalb der so genannten „Roten Zone“. In dieser hält die militärische Führung der Invasionstruppen Chemiewaffen-Einsätze der Iraker für realistisch. Der irakische Informationsminister Muhammad as-Sahhaf bestreitet die Anwesenheit der US-Armee in der Stadt, in der nach heftigen Luftangriffen erstmals seit Beginn des Kriegs die Lichter ausgehen. In den vergangenen 24 Stunden sollen die Iraker ein Kampfflugzeug des Typs F/A-18 Hornet, einen Hubschrauber vom Typ Black Hawk und einen „Chinook“-Transporthubschrauber abgeschossen haben.
- Basra/Irak: Nach Angaben des britischen Fernsehsenders BBC sollen britische Truppen zum ersten Mal Streubomben gegen irakische Soldaten eingesetzt haben. Der britische Militärsprecher Chris Vernon in Katar dementiert die Meldung jedoch und der britische Militärsprecher Geoff Hoon in London weist Berichte über eine vollständige Umzingelung der Stadt Basra zurück, strategisch bedeutsame Vororte seien aber eingenommen worden.
- Kut/Irak: Am Tag nach der Besetzung durch US-amerikanische Truppen kommt es in der Stadt zu Straßen- und Häuserkämpfen. Dabei werden nach Angaben des US-Militärs drei Infanteristen des Marinekorps verletzt.
- Straßburg/Frankreich: Die Union der Staaten Serbien und Montenegro tritt als 45. Mitgliedstaat dem Europarat bei.[2]

### Freitag, 4. April 2003
- Bagdad/Irak: Das irakische Fernsehen zeigt Aufnahmen von Saddam Hussein beim Besuch eines von Luftschlägen der alliierten Invasionstruppen getroffenen Stadtviertels. Der Diktator des Irak ruft die Bewohner der Stadt zum Widerstand auf. Der „Saddam International Airport“ ist nach Angaben des US-amerikanischen Militärs von etwa 1.500 US-Soldaten besetzt. Er liegt etwa 20 km südwestlich des Stadtzentrums und soll für den Nachschub der Truppen genutzt werden. Das würde die Anzahl der Versorgungsfahrten über den 400 km langen Landweg verringern.[3]
- Berlin/Deutschland: In unmittelbarer Nähe zum Brandenburger Tor wird mit dem Bau des Denkmals für die ermordeten Juden Europas begonnen.
- Kuwait/Kuwait: In Kuwait startet ein erster Konvoi des Internationalen Komitees vom Roten Kreuz in die belagerte irakische Stadt Basra.
- Nadschaf/Irak: Schiitische Zivilisten hindern US-Soldaten am Vordringen zur Imam-Ali-Moschee.
- Seoul/Südkorea: Ein Fernsehsender verbreitet die Falschmeldung, der Microsoft-Gründer Bill Gates sei Opfer eines Attentats geworden. Der Sender beruft sich auf eine Internet-Meldung. Der Aktienindex der Börse Seoul gibt um 1,5 % nach.

### Samstag, 5. April 2003
- Algerien: In der Sahara entdecken die Begleitpersonen einer Kamelkarawane in der Nähe der Oasenstadt Illizi auf der Suche nach 29 verschollenen Touristen ein unterirdisches Tunnelsystem.
- Bagdad/Irak: Weiterhin fliehen viele Zivilisten aus der Stadt. Am Morgen rücken nach US-amerikanischen Angaben zum ersten Mal US-Truppen in das Zentrum der Stadt vor. Diesen Berichten widerspricht der irakische Informationsminister Muhammad as-Sahhaf, auch Journalisten bestätigen die Meldung nicht. Die US-Truppen ziehen ihren Ring um Bagdad enger. Der Fernsehsender Al Jazeera meldet heftige Gefechte in einem westlichen Vorort und um den Flughafen. Der Irak teilt mit, er habe das Gelände durch Selbstmordattentate und andere „Kampfarten“ teilweise zurückerobert.
- Basra/Irak: Zwei Kampfjets der Alliierten bombardieren das Haus des irakischen Generals Ali Hasan al-Madschid, der 1988 den Giftgasangriff auf Halabdscha anordnete. Britische Soldaten entdecken die Überreste von etwa 200 Menschen, bei denen es sich nach irakischen Angaben um Opfer des Ersten Golfkriegs zwischen dem Iran und dem Irak in den 1980er Jahren handelt. Die körperlichen Überreste habe der ehemalige Kriegsgegner erst kürzlich übergeben.
- Kerbela/Irak: Nach US-amerikanischen Angaben stürmt die 101. Luftlandedivision die Stadt. Journalisten berichten von Straßenkämpfen.
- La Ceiba/Honduras: Bei einer Häftlingsrevolte im Gefängnis El Porvenir in der etwa 350 km nördlich von Tegucigalpa gelegenen Stadt La Ceiba werden 86 Insassen getötet, vielen anderen gelingt die Flucht.
- Mossul/Irak: In der Nähe der Stadt gibt es Gefechte zwischen kurdischen und irakischen Einheiten.
- Wiesbaden/Deutschland: Der Hessische Landtag wählt Roland Koch (CDU) erneut zum Ministerpräsidenten. Die CDU ist nun alleinige Regierungspartei und die FDP nur noch Teil der Opposition.[4]

### Sonntag, 6. April 2003
- Ain Sifni/Irak: Kurdische Truppen des Peschmerga-Kommandeurs Babekir Zebari nehmen die Stadt im Norden des Landes ein.
- Bagdad/Irak: Aus dem Zentrum der Stadt sind heftige Detonationen und aus der Nähe des Flughafens die feuernde Artillerie der Invasionsarmee zu hören, mutmaßlich antwortet die irakische Artillerie. Die Autokolonne des russischen Botschafters im Irak, Wladimir Titorenko, gerät beim Verlassen der Stadt unter Beschuss. Der Nachrichtensender CNN berichtet über Nachschubprobleme der Streitkräfte der Vereinigten Staaten.
- Basra/Irak: Britische Truppen rücken aus drei Richtungen ins Stadtzentrum vor und stoßen nach britischen Angaben nur vereinzelt auf Widerstand.
- Erbil/Irak: Die Kurden beginnen damit, Truppen zusammenzuziehen. Der kurdische Politiker Mola Bachtijar korrigiert die Zahl der Kämpfer von unter 400 vor einer Woche auf 1.500 aktuell. Beim versehentlichen Angriff eines US-Kampfflugzeugs auf Spezialeinheiten des amerikanischen Militärs und kurdische Kämpfer kommen mindestens 18 Kurden ums Leben. Mehr als 40 Menschen werden verletzt.
- Gazastreifen/Palästinensische Autonomiegebiete: In einem Dorf suchen israelische Militäreinheiten unter Einsatz von Panzern und eines Kampfhubschraubers nach palästinensischen Extremisten. Die palästinensische Seite berichtet anschließend, dass alle Männer zwischen 25 und 50 Jahren auf den Dorfplatz gedrängt wurden.
- Istanbul/Türkei: Bei Kundgebungen kommt es zu Ausschreitungen, die Polizei setzt Tränengas ein.
- Oakland/Vereinigte Staaten: Der Jazzsänger Harry Belafonte bekennt auf einer Kundgebung mit etwa 5.000 Teilnehmern, er sei Politiker leid, die „unsere Söhne und Töchter in ein fremdes Land schicken, um die Interessen einiger weniger mächtiger, kranker Leute in diesem Land zu schützen“.
- Spanien: Die Proteste gegen die Politik der Regierung von Ministerpräsident José María Aznar weiten sich aus. Militante Kriegsgegner greifen Parteizentralen der Volkspartei an. Rund 90 % der Bevölkerung sprechen sich laut Umfragen gegen das pro-amerikanische Engagement Spaniens im Irakkrieg aus.
- Zwettl/Österreich: Im Stift Zwettl 120 km nordwestlich von Wien werden Fragmente des Nibelungenlieds entdeckt.

### Montag, 7. April 2003
- Bagdad/Irak: Am Morgen dringen mehr als einhundert Panzer und Panzerfahrzeuge der Alliierten, begleitet von Kampfflugzeugen, in das Zentrum der Stadt vor und bringen nach eigenen Angaben drei Paläste von Saddam Hussein unter ihre Kontrolle. Der irakische Informationsminister Muhammad as-Sahhaf bestreitet die Anwesenheit alliierter Truppen in Bagdad. Südlich der Stadt werden zwei westliche Journalisten durch eine irakische Rakete getötet.
- Basra/Irak: Britische Soldaten dringen in die Stadt ein, in der es zu Plünderungen kommt. Die Truppen entdecken nach eigenen Angaben auch die Leiche von Ali Hasan al-Madschid, dessen Haus gestern bombardiert wurde.
- Blankenheim/Deutschland: Die Obduktion einer gestern in der Nähe des Ortes gefundenen Leiche ergibt, dass es sich um den Leichnam der neunjährigen Sonja aus Eschweiler handelt, der Schwester des elfjährigen Toms. Dessen Leichnam wurde vor einer Woche gefunden.
- Deutschland: Die Bundesrepublik und Tunesien schließen ein Abkommen über die Zusammenarbeit zur Bekämpfung der organisierten Kriminalität ab.
- Kerbela/Irak: Die Streitkräfte der Vereinigten Staaten melden die Einnahme der Stadt.
- Mainz/Deutschland: Die Zahl der behördlich registrierten Straftaten in Rheinland-Pfalz wird mit 280.795 für das Jahr 2002 angegeben, eine Steigerung um 7,1 % gegenüber 2001.
- Pompei/Italien: Die Angestellten der Ausgrabungsstätte Pompeji entdecken, dass antike Wandmalereien zerstört wurden und ein Fresko verschwunden ist.

### Dienstag, 8. April 2003
- Bagdad/Irak: Das Kriegsgeschehen verlagert sich weiter ins Zentrum. Der Al-Raschid-Militärflugplatz im Südosten der Stadt wird nach US-amerikanischen Angaben von den Alliierten eingenommen. Beim Beschuss des Hotels Palestine durch US-Einheiten werden zwei Kameramänner getötet und drei Reporter verletzt. Das US-Zentralkommando in Katar berichtet später von Heckenschützen in der Hotel-Lobby, die amerikanische Soldaten unter Feuer nahmen. Eine Bestätigung durch Augenzeugen gibt es nicht. Ein weiterer Reporter wird beim Beschuss der Liegenschaft des Fernsehsenders Al Jazeera getötet. Südlich der Stadt stürzt ein US-amerikanisches Kampfflugzeug vom Typ A 10 Thunderbolt ab. Flugzeuge dieses Typs werden eingesetzt, um im Tiefflug panzerbrechende Uranmunition abzufeuern.
- Basra/Irak: Nach eigenen Angaben sind britische Soldaten dabei, eine lokale Verwaltung aufzubauen.
- Deutschland: Beim internationalen IGLU-Test landen die Viertklässler des Landes auf dem 11. Platz und damit im Mittelfeld des Teilnehmerfelds. Politiker und Medien zeigen sich erfreut, denn nach dem enttäuschenden Abschneiden älterer Schüler beim PISA-Test lagen die Erwartungen niedrig. Die Daten für die Studie wurden im Jahr 2001 erhoben.
- Gaza/Palästinensische Autonomiegebiete: Ein israelisches Kampfflugzeug schießt eine Rakete auf ein Fahrzeug in der Stadt ab. Mindestens fünf Palästinenser werden getötet und 20 weitere verletzt. Die Todesopfer waren nach israelischer Einschätzung Mitglieder der islamistischen Terrororganisation Hamas.
- Israel: Am zweiten Tag seiner Reise fordert der deutsche Bundesaußenminister Joschka Fischer (Grüne) Israel zur Unterstützung des Nahost-Friedensplans auf. Dieser sieht u. a. die Gründung eines palästinensischen Staats bis 2005 vor.
- Nordirland/Vereinigtes Königreich: Premierminister Tony Blair und US-Präsident George W. Bush sprechen sich für eine zentrale Rolle der Vereinten Nationen während des Wiederaufbaus des Irak aus.
- Paris/Frankreich: Präsident Jacques Chirac verkündet seine Teilnahme am Treffen zwischen dem deutschen Bundeskanzler Gerhard Schröder und dem russischen Präsidenten Wladimir Putin am Wochenende in Sankt Petersburg.
- Umm Qasr/Irak: In der Stadt soll auf Initiative der Vereinigten Staaten eine Behörde für Aufbau und Humanitäre Hilfe unter Leitung des ehemaligen US-Generals Jay Garner eingerichtet werden.
- Washington, D.C./Vereinigte Staaten: Zwei Kongress-Mitglieder der Demokratischen Partei beauftragen das General Accounting Office, die Verträge der Regierung Bush mit dem Mineralöl- und Energieversorgungsunternehmen Halliburton zu prüfen. Gegen das Verteidigungsministerium besteht der Verdacht, ohne Befugnis Aufträge an die ehemalige Firma des Vize-Präsidenten Dick Cheney vergeben zu haben.
- Wien/Österreich: Der Generaldirektor der Internationalen Atomenergie-Organisation Mohammed el-Baradei rät den Vereinten Nationen, die von US-Einheiten vorgenommenen Tests an irakischen Waffen zu überprüfen. Das sei für eine glaubwürdige Analyse der militärischen Schlagkraft des Irak im Vorfeld des Dritten Golfkriegs unverzichtbar.

### Mittwoch, 9. April 2003

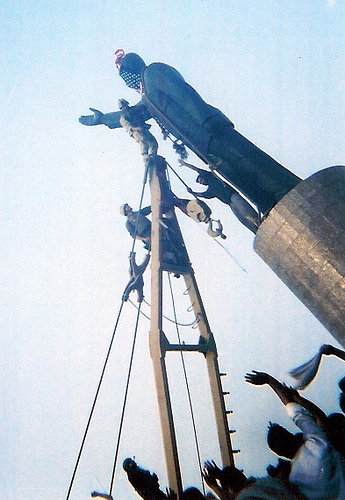
Im Zentrum von Bagdad

- Bagdad/Irak: US-amerikanische Panzer rücken in das Zentrum der Stadt ein und stoßen dabei auf wenig Widerstand. Das Regime von Saddam Hussein hat augenscheinlich die Kontrolle über Bagdad verloren. Das leerstehende Hauptquartier der Baath-Partei wird besetzt. Jubelnde Menschen begrüßen die US-Soldaten, mit deren Hilfe mehrere Iraker eine große Statue von Saddam Hussein auf dem Farduz-Platz zu Boden reißen. Regierungsgebäude und Geschäfte werden geplündert, das Handelsministerium wird anschließend angezündet. Dagegen schreiten weder die US-Truppen noch die kaum präsenten irakischen Sicherheitskräfte ein.
- Berlin/Deutschland: Das Bundeskabinett beschließt einen Rentenanstieg von 1,04 Euro für Westdeutschland und 1,19 Euro für das Beitrittsgebiet von 1990. Außerdem einigt sich das Kabinett auf einen Gesetzentwurf zur Einführung einer Positivliste für Arzneimittel.
- Berlin/Deutschland: Für den 10. April ist die Aussage der Bundesgesundheitsministerin Ulla Schmidt (SPD) und für Juni die von Bundeskanzler Gerhard Schröder (SPD) vor dem „Lügenausschuss des Bundestags“ vorgesehen. Es geht um den Vorwurf des Wahlbetrugs mittels geschönter Darstellung der finanziellen Lage der Bundesrepublik.[5]
- Bern/Schweiz: Der Bundesrat beschließt, sämtliche Bankkonten im Land zu sperren, die für irakische Staatsbürger geführt werden.
- Botany Bay City/Australien: Die Fluggesellschaft Qantas kündigt die Streichung von 1.400 Stellen an und gibt als Grund die aktuelle weltpolitische Lage an.
- Brandenburg/Deutschland: Im Land Brandenburg befinden sich rund 1.000 t mit Dioxinen belastetes Tierfutter im Umlauf. Nur wenige Tonnen wurden bisher sichergestellt.
- Deutschland: Bundesverteidigungsminister Peter Struck (SPD) würdigt die Rolle der britischen Soldaten im Irakkrieg und entfernt sich damit vom Kurs der Regierung Schröder.
- Deutschland: Die Rürup-Kommission schlägt Einsparungen in Höhe von 24 Millionen Euro bei den gesetzlichen Krankenkassen vor, um eine Senkung des Beitragssatzes um 2,4 % zu ermöglichen.
- Kirkuk/Irak: Nach heftigen Kämpfen erobern kurdische Truppen die Stadt.
- Kloten/Schweiz: Wegen der Ausbreitung des Schweren Akuten Atemwegssyndroms streicht die Fluggesellschaft Swissair alle Flüge nach Tokio.
- Mossul, Tikrit/Irak: Die Streitkräfte der Vereinigten Staaten greifen beide Städte an.
- New York/Vereinigte Staaten: Der Botschafter des Irak bei den Vereinten Nationen Mohammed Aldouri räumt als erster Vertreter der irakischen Regierung die militärische Niederlage seines Landes im Dritten Golfkrieg ein.
- Palästinensische Autonomiegebiete: Der deutsche Bundesaußenminister Joschka Fischer (Grüne) trifft sich mit Friedensnobelpreisträger Jassir Arafat und dem palästinensischen Regierungschef Mahmud Abbas. Der Reformprozess Palästinas steht im Mittelpunkt der Gespräche.
- Serbien und Montenegro: Zwei Vertraute Vojislav Koštunicas, eines Ex-Generals des Geheimdienstes, werden im Zusammenhang mit dem Mord am Ministerpräsidenten der Republik Serbien Zoran Đinđić im März dieses Jahres verhaftet.
- Spanien: Ein Parlamentsabgeordneter und Parteikollege von Regierungschef José María Aznar verlässt die Volkspartei aus Protest gegen den Irakkrieg.
- Straßburg/Frankreich: Das Parlament der Europäischen Union (EU) stimmt der für das nächste Jahr geplanten Erweiterung der EU mit großer Mehrheit zu. Der Vertrag soll am 16. April in Athen unterzeichnet werden.[6]

## Weblinks

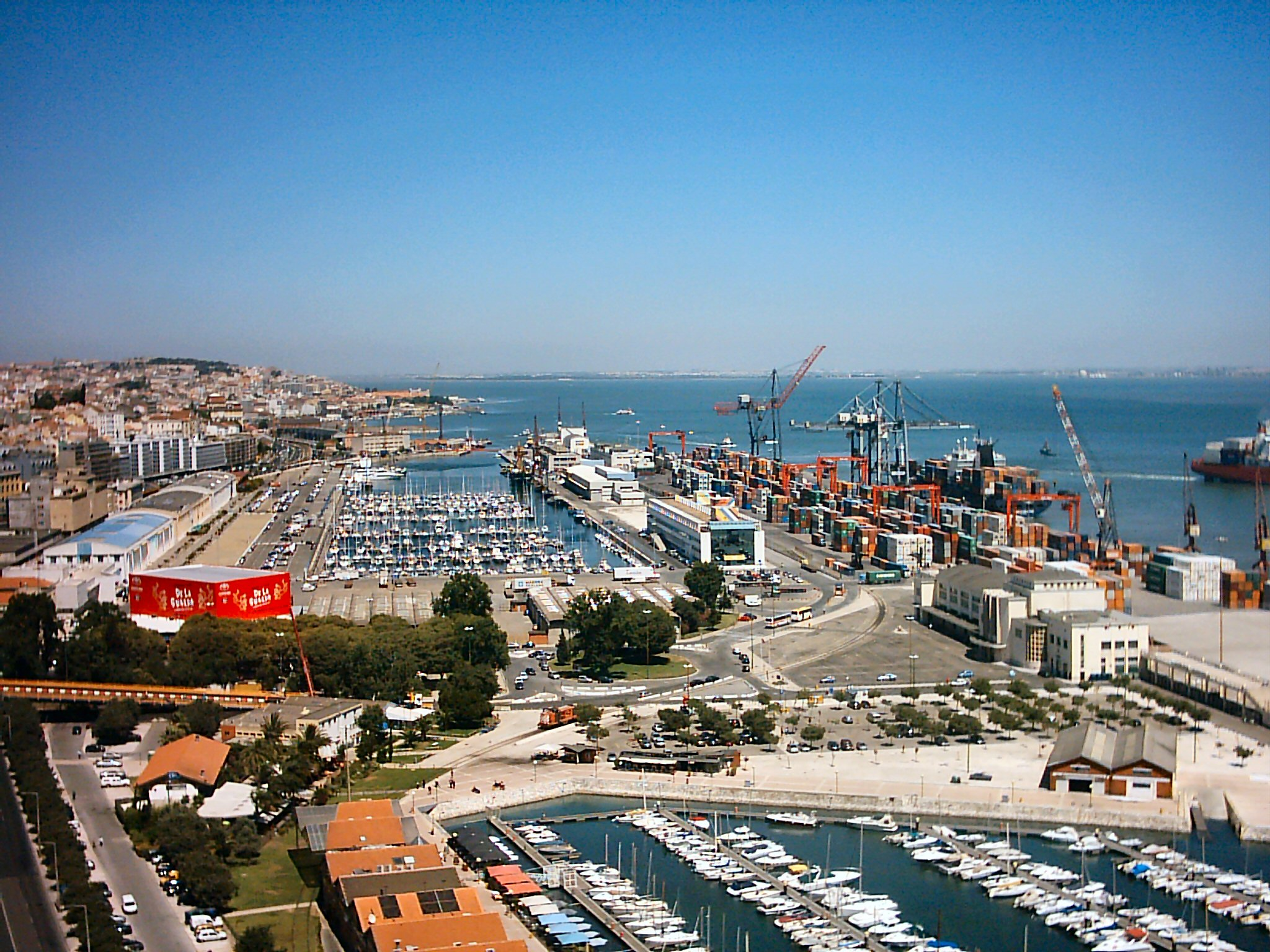
Lissabon im April 2003

### Donnerstag, 10. April 2003

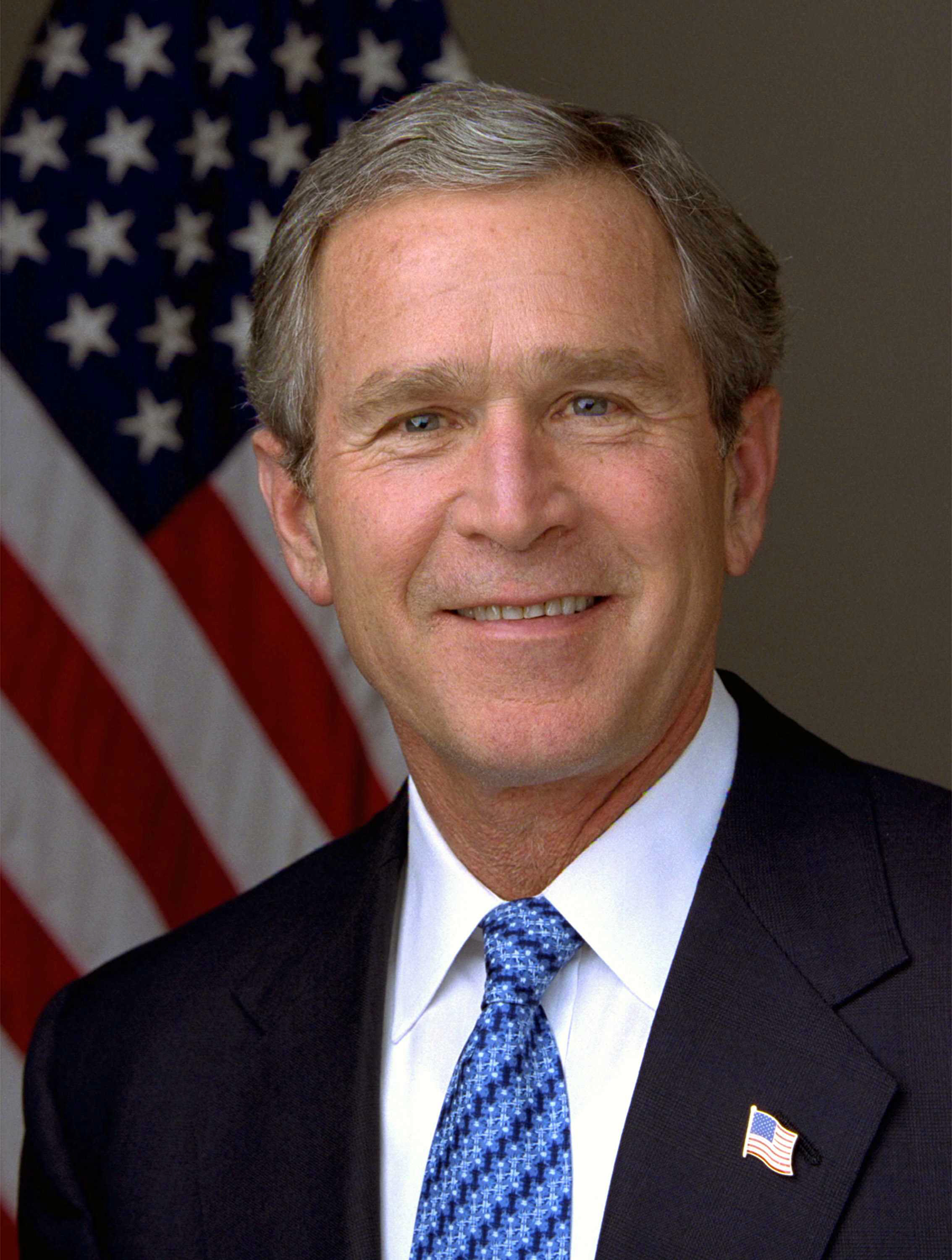
George W. Bush

- Bagdad/Irak: Durch ein Selbstmordattentat nördlich des Hotels Palestine stirbt eine unbestimmte Anzahl an US-Soldaten und viele weitere werden verletzt. Im Norden der Hauptstadt nehmen die Streitkräfte der Vereinigten Staaten einen Palast ein. Dabei kommt einer ihrer Soldaten ums Leben. Der Einnahme folgen Plünderungen, die die Amerikaner laut Presseinformationen nicht unterbinden. Weiterhin wird berichtet, dass bewaffnete Zivilisten ein Krankenhaus plündern, während die amerikanischen Soldaten in erster Linie das Öl-Ministerium schützen. Die Anhänger des Regimes von Saddam Hussein meiden die Straßen oder geben sich nicht zu erkennen.
- Berlin/Deutschland: Der irakische Botschafter in Deutschland Muayad S. Hussian erklärt den Irakkrieg in einem Statement für beendet.
- Deutschland: Der Tod von Michael Gartenschläger an der Berliner Mauer im Jahr 1976 bleibt ohne strafrechtliche Konsequenzen. Das Gericht erklärt den Vorfall für verjährt. Die beiden mutmaßlich verantwortlichen Offiziere der Nationalen Volksarmee und des Ministeriums für Staatssicherheit distanzierten sich von Anfang an vom Vorwurf des Mordes.
- Frankreich, Vereinigtes Königreich: Die Fluggesellschaften Air France und British Airways kündigen an, das einzig verbliebene zivile Überschallflugzeug Concorde mit Wirkung zum 31. Oktober aus dem Verkehr zu nehmen.
- Irak: Der neugegründete Fernsehsender „Towards Freedom“ strahlt landesweit Ansprachen des US-Präsidenten George W. Bush und des britischen Premierministers Tony Blair an das irakische Volk aus. Sie wurden am Dienstag aufgezeichnet und gelten in den Vereinigten Staaten und im Vereinigten Königreich als wichtiger Schritt, um die irakische Bevölkerung zum Aufbau einer demokratischen Gesellschaftsordnung zu motivieren.
- Irak: Nach der fast vollständigen Einnahme Bagdads durch die Streitkräfte der Vereinigten Staaten mehren sich im Norden des Landes die amerikanischen Angriffe. Die Städte Kirkuk, Mossul und Tikrit werden bombardiert.
- Israel: 150 Agenten des Nachrichtendienstes Mossad wollen unter Protest den Dienst quittieren. Sie reagieren damit auf die geplante Anhebung des Renteneintrittsalters für Agenten um zehn Jahre auf dann 55 Jahre.
- Leipzig/Deutschland: Das Bundesverwaltungsgericht verhängt nach einem Eilantrag des BUND einen vorläufigen Baustopp für die Autobahn 73 zwischen Lichtenfels in Franken und Suhl am Thüringer Wald.

### Freitag, 11. April 2003
- Bagdad/Irak: Zwei Mitarbeiter von Ärzte ohne Grenzen sind nach neun Tagen wieder frei. Ein weiterer wird noch vermisst.
- Bagdad/Irak: Das Archäologische Museum wird geplündert. US-Militärs schießen auf einen Krankenwagen, wodurch ein Mensch schwer verletzt wird. Die Ölfelder nahe der Stadt befinden sich unter Bewachung von US-Einheiten.
- Berlin/Deutschland: Der Bundesrat beschließt die Ausdehnung der gesetzlich erlaubten Ladenöffnungszeit an Samstagen. Statt bis 16.00 Uhr dürfen Ladeninhaber ihr Geschäft bis 20.00 Uhr öffnen. Die Einschränkungen für die Tage vor verkaufsoffenen Sonntagen entfallen. Die Verlagerung der Entscheidungskompetenz über den Ladenschluss auf die Länder wird abgelehnt.
- Berlin/Deutschland: Nach einem gescheiterten Banküberfall kapert einer der beiden verhinderten Räuber einen Bus und nimmt dessen 20 Insassen über vier Stunden hinweg als Geiseln. Er schießt sich dann aus Versehen selbst ins Bein und kann festgenommen werden. Sein Komplize flüchtet zu Fuß und wird kurze Zeit später gefasst.
- Berlin/Deutschland: Der Bundessicherheitsrat beschließt den Umzug des Bundesnachrichtendienstes von Pullach in Bayern nach Berlin.
- Den Haag/Niederlande: In der Nacht scheitern die Koalitionsverhandlungen zwischen Christdemokraten und Sozialdemokraten. Somit gibt es auch nach zweieinhalb Monaten keine neue Regierung.
- Los Angeles/Vereinigte Staaten: Die Zeitung Los Angeles Times berichtet, dass der Hard- und Softwarehersteller Apple die Übernahme der Universal Music Group plant und bereits mit deren Mutterkonzern Vivendi verhandelt.
- Mossul/Irak: Die Streitkräfte der Vereinigten Staaten nehmen die Stadt kampflos ein.
- Teheran/Iran: Rund 200 Iraker stürmen die irakische Botschaft und verwüsten sie. 60 Personen werden festgenommen.
- Ranghohe Mitarbeiter des Militärbündnisses NATO wollen die ISAF-Mission in Afghanistan unter das Kommando der NATO stellen.
- US-Verteidigungsminister Donald Rumsfeld vergleicht die Bilder jubelnder Menschen aus der irakischen Hauptstadt Bagdad mit den Bildern vom Fall der Berliner Mauer, erntet dafür aber Kritik, z. B. von Bundestagspräsident Wolfgang Thierse, der daran erinnert, dass die Mauer durch die „Kraft des Volkes“ fiel und nicht durch eine Besatzungsmacht.

### Samstag, 12. April 2003
- Bagdad/Irak: Amir el Saadi, der Präsidentenberater von Saddam Hussein, stellt sich als erster Repräsentant der irakischen Führung freiwillig den Streitkräften der Vereinigten Staaten. Die Alliierten beginnen nach tagelangen Plünderungen im ganzen Land, Personal für die Polizei und den Öffentlichen Dienst zu werben, um Sicherheit und Ordnung herzustellen. Erste Patrouillen soll es in zwei Tagen geben.
- Budapest/Ungarn: In einem Referendum in Ungarn stimmen 83,8 % der Teilnehmer für den geplanten Beitritt zur Europäischen Union. Die Wahlbeteiligung liegt bei 45,6 %.
- Kirkuk/Irak: Die kurdischen Kämpfer übergeben die Stadt den Streitkräften der Vereinigten Staaten und ziehen sich aus ihr zurück. Die Türkei gibt bekannt, dass sie nach diesem Schritt „keine Notwendigkeit“ mehr sehe, in den Irak einzumarschieren.
- München/Deutschland: Das Nationale Olympische Komitee wählt für die Bewerbungen für die Olympischen Sommerspiele 2012 als deutsche Kandidatenstädte Leipzig und Rostock (Segelwettbewerbe) aus.
- Tikrit/Irak: Um die Geburtsstadt des ehemaligen Diktators Saddam Hussein wird weiterhin gekämpft. Die irakische Armee formiert ihre Verteidigungseinheiten neu. Die Alliierten zeigen sich dennoch zuversichtlich, die Stadt bald einnehmen zu können.
- Valletta/Malta: Bei der Wahl entscheiden sich über 50 % der Stimmberechtigten für die Nationalistische Partei von Ministerpräsident Edward Fenech Adami, der den Beitritt des Landes zur Europäischen Union anstrebt.

### Sonntag, 13. April 2003
- Bagdad/Irak: Plünderer stecken die Nationalbibliothek des Irak in Brand. Die UNESCO fordert Maßnahmen zum Schutz der Kulturgüter des Landes.
- Bagdad/Irak: Nach den Plünderungen der letzten Tage sind die meisten Krankenhäuser noch immer geschlossen. Nur drei Kliniken halten nach Angaben des Internationalen Komitees vom Roten Kreuz einen Notbetrieb aufrecht. Zwei als Gärtner getarnte Männer erschießen nach Angaben des US-Militärs einen amerikanischen Soldaten, der vor einem Krankenhaus Wache hält.
- Deutschland: Führende Politiker der CDU sprechen sich gegen eine Führungsrolle der Vereinten Nationen im Irak aus. Bundesaußenminister Joschka Fischer (Grüne) fordert ein stärkeres außenpolitisches Engagement der Mitgliedstaaten der Europäischen Union.
- Irak: Sieben US-Soldaten, ehemalige Kriegsgefangene der Iraker, werden nördlich von Bagdad lebend aufgefunden. Nur zwei von ihnen sind verletzt.
- Kut/Irak: Der Nachrichtensender BBC News meldet die Einnahme der strategisch wichtigen Stadt im Südosten des Landes durch amerikanische Marineinfanteristen.
- London/Vereinigtes Königreich: Die Britin Paula Radcliffe stellt den ersten vom Leichtathletik-Weltverband anerkannten Weltrekord im Damen-Marathon der Geschichte auf. Beim London-Marathon absolviert sie die 42,195 km in 2 Stunden 15 Minuten 25 Sekunden und unterbietet damit die selbst aufgestellte inoffizielle Weltbestmarke aus dem Jahr 2002 um annähernd zwei Minuten.[7]
- Mossul/Irak: Watban Ibrahim, ein Halbbruder Saddam Husseins, wird einem kurdischen Fernsehbericht zufolge auf der Flucht gefasst. Er war Innenminister und zuletzt Präsidentenberater.
- Tel Aviv/Israel: Das Land senkt seine Alarmbereitschaft, nachdem die Kampfhandlungen im Irakkrieg zuletzt stark zurückgingen.
- Tikrit/Irak: US-amerikanische Truppen dringen nach heftigen Gefechten in die Stadt ein.
- Tokio/Japan: Premierminister Junichiro Koizumi bietet im Streit zwischen europäischen Ländern und den Vereinigten Staaten rund um den Irakkrieg seine Vermittlung an.
- Washington, D.C./Vereinigte Staaten: US-Präsident George W. Bush warnt Syrien davor, ranghohe Iraker aus der Regierungszeit von Saddam Hussein zu unterstützen. Der Generalsekretär der Arabischen Liga Amr Mussa wiederum warnt die Vereinigten Staaten davor, den Frieden in der übrigen arabischen Welt durch Drohungen zu gefährden. Syrien bezeichnet die Anschuldigungen der USA als Ablenkung von der vergeblichen Suche nach Saddam Hussein.
- Eine internationale Forschergruppe entschlüsselt das Genom des Coronavirus-Typs, der das tödlich verlaufende Schwere Akute Atemwegssyndrom auslösen soll.

### Montag, 14. April 2003
- Bagdad/Irak: Die alliierten Truppen versuchen weiterhin, die Plünderungen und das Chaos auf den Straßen der Hauptstadt zu beenden. In anderen Städten versuchen von Imamen organisierte Bürgerwehren, für Ordnung und Sicherheit zu sorgen.
- Berlin/Deutschland: Das Bundesministerium der Verteidigung gibt bekannt, dass ab 1. Juli nur noch Personen zum Wehrdienst eingezogen werden, die jünger als 23 Jahre alt sowie unverheiratet sind und die entweder Tauglichkeitsgrad 1 oder 2 haben.
- Bonn/Deutschland: Das Bundeskartellamt verhängt gegen Firmen der Zementindustrie wegen wettbewerbswidriger Preis- und Absatzabsprachen Bußgelder in Höhe von etwa 660 Millionen Euro.
- London/Vereinigtes Königreich, Washington, D.C./Vereinigte Staaten: Die Regierungen der beiden Länder werfen der syrischen Regierung vor, Mitglieder der Regierung Saddam Husseins zu decken, terroristische Aktivitäten zu unterstützen und die bis jetzt im Irak nicht gefundenen Massenvernichtungswaffen zu verbergen.
- London/Vereinigtes Königreich: Das Königreich meldet den ersten Fall einer Übertragung des Schweren Akuten Atemwegssyndroms von Mensch zu Mensch in Europa. Die angesteckte Person hielt sich nach eigenen Angaben in letzter Zeit ausschließlich in Großbritannien auf.
- Nürnberg/Deutschland: Der Elektronikhersteller Grundig stellt beim Amtsgericht Nürnberg Antrag auf Insolvenz.[8]
- Tikrit/Irak: Nach langen nächtlichen Bombenangriffen befindet sich Saddam Husseins Geburtsstadt unter der Kontrolle der Streitkräfte der Vereinigten Staaten.

### Dienstag, 15. April 2003
- Amsterdam/Niederlande: Die Rechtbank verurteilt Volkert van der Graaf zu 18 Jahren Freiheitsentzug für die Ermordung des einwanderungskritischen populistischen Politikers Pim Fortuyn im Mai 2002, als dieser Wahlkampf betrieb, um der künftige Ministerpräsident der Niederlande zu werden.[9]
- Irak: Die Streitkräfte der Vereinigten Staaten ergreifen Abu Abbas, den Führer der Palästinensischen Befreiungsfront.
- Mossul/Irak: Bei anti-amerikanischen Protesten werden angeblich mindestens zehn Iraker von Truppen der Alliierten erschossen.
- Vereinigte Staaten: Zum ersten Mal seit vielen Jahren fordern die Vereinigten Staaten nicht die Verschärfung, sondern die Aufhebung der Sanktionen gegen den Irak.

### Mittwoch, 16. April 2003
- Athen/Griechenland: Die Vertreter Estlands, Lettlands, Litauens, Maltas, Polens, der Slowakei, Sloweniens, der Tschechischen Republik, Ungarns und Zyperns unterzeichnen die Verträge zum Beitritt ihrer Staaten zur Europäischen Union (EU), womit sich diese auf 25 Staaten vergrößern würde. Die genannten Staaten werden der EU nach heutigem Ermessen am 1. Mai 2004 beitreten.[10]

### Donnerstag, 17. April 2003
- Algerien: Die Behörden haben jetzt Kontakt zu den Entführern von 31 Geiseln. Außerdem berichten Beduinen, dass sie die Geiselnehmer und elf der Geiseln gesehen haben.
- Helsinki/Finnland: Anneli Jäätteenmäki wird Regierungschefin Finnlands.
- Schweiz: Die im Mordfall Tom und Sonja gesuchten Verdächtigen werden in der Schweiz gefasst und sollen an Deutschland ausgeliefert werden.

### Freitag, 18. April 2003
- Aachen, Eschweiler/Deutschland: Markus Wirtz und Markus Lewendel gestehen im Verhör die gemeinschaftliche Tötung von Tom und Sonja aus Eschweiler, die am 30. März nicht vom Spielen nach Hause kamen. Wirtz wiederholt sein Geständnis auch vor dem Amtsrichter, Lewendel nicht.
- Abu Dhabi/Vereinigte Arabische Emirate: Ein Fernsehsender strahlt ein Video und eine Rede Saddam Husseins aus. Die Aufnahmen sollen am 9. April entstanden sein.
- Bagdad/Irak, Riad/Saudi-Arabien: Nach dem traditionellen Freitagsgebet demonstrieren zehntausende Menschen in Bagdad. Sie fordern den Abzug der US-amerikanischen Truppen und die Errichtung eines Islamischen Staats. Dieselbe Forderung wird in Riad auf einer Konferenz der Nachbarstaaten gestellt.
- Biblis/Deutschland: Der Block A des Atomkraftwerks wird stillgelegt, weil die Öffnungen für die Notkühlpumpen mit 3 m² nur halb so groß sind wie vorgeschrieben.
- Deutschland: Die traditionellen Ostermärsche für den Frieden werden in diesem Jahr vom Protest gegen den Irakkrieg bestimmt. Im Vergleich zu den letzten Jahren steigen die Teilnehmerzahlen an.
- Irak: Imad Hussein el Ani, von dem die Regierung der Vereinigten Staaten behauptet, er habe in den 1990er Jahren ein Programm zur Produktion des Nervengases VX geleitet, stellt sich den Alliierten des Dritten Golfkriegs.
- Katar: Das US-Zentralkommando meldet die Festnahme des ehemaligen irakischen Ölministers Samir Abdul el Nadschim.
- San Francisco/Vereinigte Staaten: Das Bauunternehmen Bechtel erhält seinen ersten Großauftrag über 34,6 Millionen US-Dollar im Rahmen des Wiederaufbaus des Irak.
- Warschau/Polen: Das Land bestellt beim amerikanischen Flugzeugbauer Lockheed Martin für 3,5 Milliarden US-Dollar 48 Kampfflugzeuge vom Typ F-16.

### Samstag, 19. April 2003
- Abuja/Nigeria: 60 Millionen Bürger sind unter scharfen Sicherheitsvorkehrungen zur Wahl eines neuen Staatsoberhaupts und zur Bestimmung der Gouverneure der Bundesstaaten aufgerufen.
- Deutschland: Die traditionellen Ostermärsche werden mit weniger Demonstranten fortgesetzt, als von den Veranstaltern erhofft. Auf dem Schlossplatz in Stuttgart finden sich mit 4.000 die meisten Teilnehmer ein. In München zählt die Polizei rund 1.000 Demonstranten.
- Irak: Der ehemalige Finanzminister der Regierung Saddam Husseins, Hekmat Misban Ibrahim el Assawi, wird von Irakern an US-Soldaten übergeben.
- Jordanien: Der jordanische Zoll stellt im Gepäck von „Journalisten“, die aus dem Irak ausreisen, mehr als 40 Gemälde sicher. Die Bilder sollen aus dem Irakischen Nationalmuseum in Bagdad stammen.
- Nablus/Palästinensische Autonomiegebiete: Israelische Soldaten erschießen nach palästinensischen Angaben im Westjordanland einen palästinensischen Kameramann, der Zusammenstöße zwischen Studenten und einer israelischen Armee-Einheit filmen will.
- Vorderasien: Iran, Jordanien, Kuwait, Saudi-Arabien, Syrien und die Türkei und somit alle Nachbarstaaten des Irak fordern die Vereinigten Staaten und das Vereinigte Königreich zum Rückzug aus dem Irak auf. Außerdem sprechen sie sich gegen eine „Ausbeutung der irakischen Ölvorkommen durch die US-amerikanische Besatzungsmacht“ aus.

### Sonntag, 20. April 2003
- Australien: Außenminister Alexander Downer teilt der Öffentlichkeit über einen Rundfunksender mit, dass die Alliierten des Dritten Golfkriegs ihren Sieg über den Irak in wenigen Tagen offiziell zu verkünden beabsichtigen.
- Bagdad/Irak: Der erste Konvoi der Vereinten Nationen mit Lebensmitteln erreicht die Stadt. Die 50 Lastwagen sollen insgesamt 1.400 t Weizenmehl geladen haben.
- Deutschland: Die Katholische Kirche und die Evangelische Kirche kritisieren in ihren Osterbotschaften den Irakkrieg scharf. Manfred Kock als Präses der Evangelischen Kirche bezeichnet die „Rechtfertigungen für den Krieg im Irak“ als „ethisch nicht überzeugend“.
- Irak: Erstmals seit über 20 Jahren brechen schiitische Pilger zu einer Wallfahrt in die Stadt Kerbela auf.
- Limburg/Belgien: In der Provinz Limburg breitet sich die Geflügelpest weiter aus. Nach amtlichen Angaben führte das aviäre Influenzavirus auch zum Tod eines niederländischen Tierarztes, der sich weigerte, vor der Vernichtung von Geflügel Medikamente zum Schutz vor dem Virus einzunehmen.
- Peking/China: Der chinesische Gesundheitsminister Zhang Wenkang und der Bürgermeister von Peking Meng Xuenong werden aufgrund unzureichender Maßnahmen gegen die Ausbreitung des Schweren Akuten Atemwegssyndroms (SARS) ihrer Ämter enthoben. Kurz zuvor korrigierte China die Zahl der festgestellten Infektionen deutlich nach oben. Demnach wurde SARS in Peking nicht bei 37, sondern bei 346 Personen diagnostiziert, landesweit bei 1.807 Personen. 79 Menschen starben nach Angaben der Behörden an der Krankheit.
- Rafah/Palästinensische Autonomiegebiete: Die Israelische Armee rückt in das Flüchtlingslager nahe der Stadt vor. Fünf Palästinenser sterben und mindestens 25 weitere werden verletzt. Nach offiziellen Angaben stirbt ein israelischer Soldat, nach anderen Quellen sieben Soldaten.
- Vatikanstadt: In der Ostermesse ruft Papst Johannes Paul II. zum Frieden im Irak auf, außerdem erinnert er an das fortgesetzte Töten im „Heiligen Land“ und an die Kriege in Afrika und im Kaukasus. Dann erteilt er der Stadt Rom und dem Erdkreis seinen Segen.
- Vereinigte Staaten: Das US-Verteidigungsministerium erwägt die Einrichtung von vier permanenten militärischen Stützpunkten im Irak. Der Präsident der Vereinigten Staaten solle über diese Frage mit der zukünftigen Regierung des Irak verhandeln.

### Montag, 21. April 2003

Logo des Internationalen Strafgerichtshofs

- Abuja/Nigeria: Olusegun Obasanjo wird durch vorläufige Ergebnisse als Gewinner der Präsidentschaftswahl ausgewiesen. Demnach entschieden sich 66 % der Abstimmenden für den Amtsinhaber. Die Opposition spricht von massivem Wahlbetrug und kündigt gewalttätige Proteste an.
- Bagdad/Irak: Mit dem Auftrag, die politische Neuordnung des Irak nach der Entmachtung Saddam Husseins zu organisieren, treffen der pensionierte US-General Jay Garner und sein Stellvertreter Tim Gross aus dem Vereinigten Königreich mit etwa 20 Mitarbeitern in der Stadt ein.
- Den Haag/Niederlande: Der Argentinier Luis Moreno Ocampo wird als erster Chefankläger des Internationalen Strafgerichtshofs vereidigt. Das Statut des Gerichtshofs trat im Juli 2002 in Kraft.[11][12]
- Hilla/Irak: Mohammed Hamsa el Subajdi, Mitglied des ehemaligen Revolutionären Kommandorats, wird etwa 80 km südlich von Bagdad von Truppen des oppositionellen Irakischen Nationalkongresses gefangen genommen.
- Irak: Dschamal Mustafa Sultan el Tikrit, der einzige noch lebende Schwiegersohn von Saddam Hussein, gibt nach Angaben des oppositionellen Irakischen Nationalkongresses seinen Widerstand auf.
- Irak: Abd al-Chalk Abd Al-Gafar, ehemaliger Minister für Erziehung und wissenschaftliche Forschung der Regierung Saddam Husseins, wird gefangen genommen.
- New York/Vereinigte Staaten: Die Vereinten Nationen wählen den 50-jährigen argentinischen Juristen Luis Moreno Ocampo mit großer Mehrheit zum Chefankläger des Internationalen Strafgerichtshofs in Den Haag.

### Dienstag, 22. April 2003

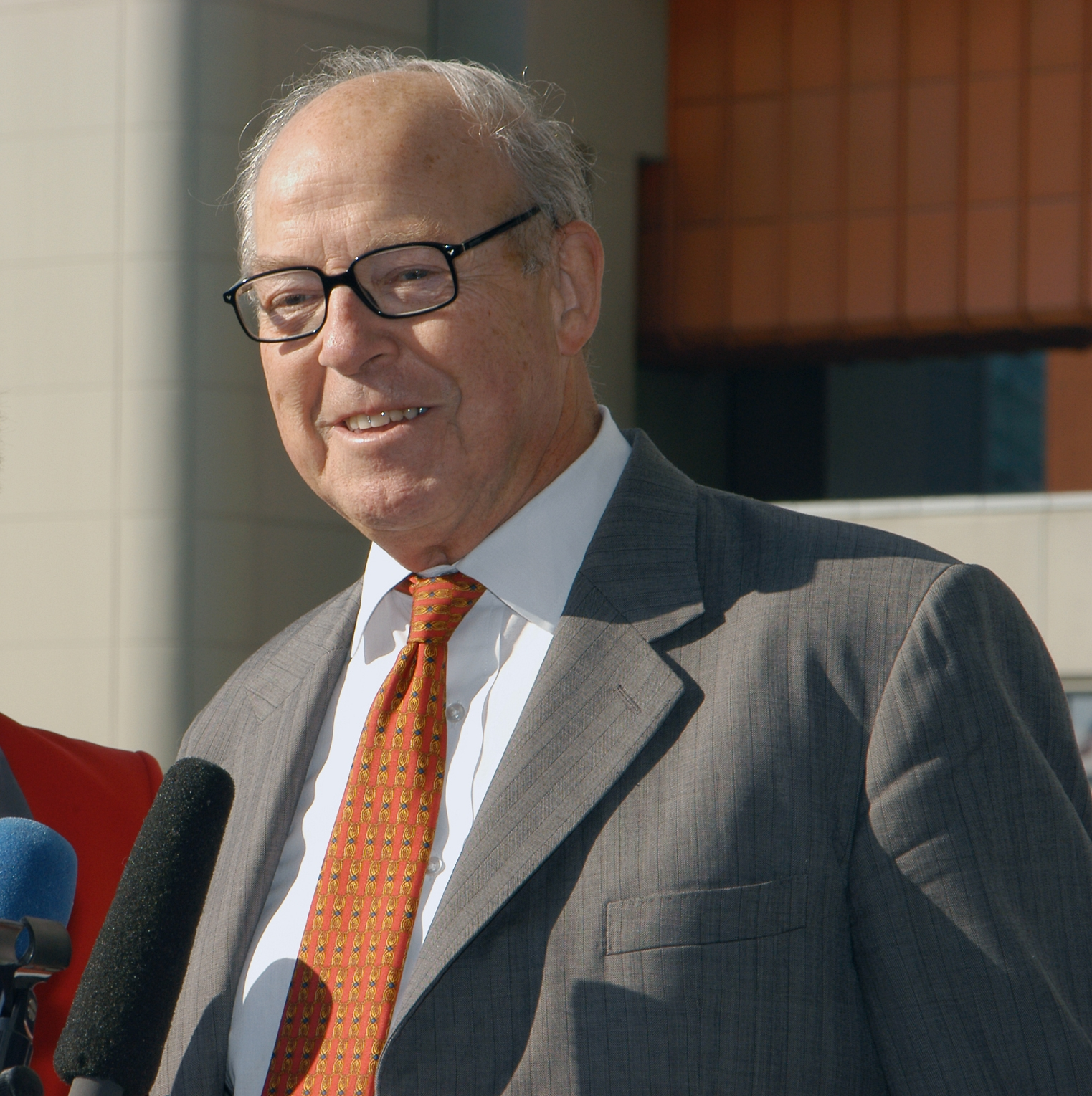
Hans Blix

- Kirkuk/Irak: Eine Spezialeinheit der Streitkräfte der Vereinigten Staaten entdeckt nach Angaben des US-Militärs im Süden der Stadt ein großes Waffenlager, u. a. mit Artilleriegranaten und Raketen, darunter Boden-Luft-Raketen vom Typ 9K32 Strela-2.
- Spanien: Ein neues Gesetzbuch soll die Teilnahme an Protesten gegen Kriege, die von den spanischen Streitkräften geführt werden, unter bestimmten Umständen unter Strafe stellen.
- Vereinigte Staaten: Der Chef der Rüstungskontrollkommission der Vereinten Nationen Hans Blix findet es „beunruhigend“, dass die Vereinigten Staaten und das Vereinigte Königreich ihre Entscheidung für die Irak-Invasion auf der Grundlage „wenig solider Dokumente“ fällten. Er führt als Beispiel den Vertrag über die angebliche Einfuhr von 500 t Uran in den Irak aus dem Niger an, den die Internationale Atomenergie-Organisation sehr schnell als Fälschung enttarnen konnte.

### Mittwoch, 23. April 2003
- Eine Gruppe amerikanischer Kapitalismuskritiker startet im Internet eine Satireaktion, bei der jedermann Strichcode-Etiketten ausdrucken kann, um sie an Supermarktkassen einscannen zu lassen. Die Kapitalismuskritik besteht in den subversiven Texten, die das allgemeine Konsumverhalten in Frage stellen, sowie in der Störung der Arbeitsabläufe in den Filialen.[13]

### Donnerstag, 24. April 2003
- Irak: Der frühere irakische Außenminister Tariq Aziz stellt sich den US-Truppen.

### Freitag, 25. April 2003
- Los Angeles/Vereinigte Staaten: Ein Richter weist die Schließung der Internet-Filesharing-Plattformen Grokster und Morpheus zurück und begründet die Entscheidung mit der fehlenden Kontrolle der beiden angeklagten Firmen über die getauschten Daten. Die Entscheidung fußt auch auf einer 1984 abgewiesenen Klage der Filmwirtschaft gegen den Handel mit Videorekordern.
- Rostock/Deutschland: Die Internationale Gartenbauausstellung 2003, zugleich Bundesgartenschau, wird eröffnet.[14]

### Samstag, 26. April 2003
- Bagdad/Irak: Irakische Rebellen setzen ein Munitionslager bei Bagdad in Brand. Nach Angaben der Vereinigten Staaten sterben dabei sechs Menschen.
- Südafrika: Winnie Mandela, Ehefrau des Anti-Apartheidskämpfers Nelson Mandela, wird wegen Diebstahls und Betrugs zu vier Jahren Haft verurteilt.

### Sonntag, 27. April 2003
- Buenos Aires/Argentinien: Nach der ersten Runde der argentinischen Präsidentschaftswahlen liegt Carlos Menem vor Néstor Kirchner. Die zweite Runde ist für den 18. Mai vorgesehen.

### Montag, 28. April 2003
- Deutschland: Die sechs führenden Wirtschaftsinstitute unterstützen die geplanten sozialpolitischen Reformen der Agenda 2010 der Regierung Schröder.
- Deutschland: Aufgrund sinkender Einschaltquoten gibt die öffentlich-rechtliche Fernsehanstalt ARD die Streichung regelmäßiger Sendungen mit volkstümlicher Musik bekannt. Ab 2004 möchte sie nur noch vereinzelt Shows in den Sommerpausen ausstrahlen. Das ZDF stellt in Aussicht, weitere Moderatoren solcher Sendungen von der ARD zu übernehmen.
- Falludscha/Irak: Bei Schießereien zwischen US-Truppen und Irakern werden mehrere Jugendliche getötet.
- Manila/Philippinen: Die Asiatische Entwicklungsbank schätzt, dass China beim Wirtschaftswachstum mit einem Verlust von einem bis zwei Prozentpunkten und die Hauptstadt Peking mit einem Nullwachstum zu rechnen hat. Die Universität Peking rechnet nur noch mit 6 % bis 7 % für ganz China.
- Orbit: Die „gestrandeten“ Raumfahrer der Internationalen Raumstation, ein Russe und zwei Amerikaner, sehen ihrer Rückkehr auf die Erde optimistisch entgegen, nachdem endlich ein bemanntes Raumschiff vom Typ Sojus die Station erreicht.
- Russland: Ein inoffizieller Sprecher der tschetschenischen Regierung und ein ehemaliger Offizier des Geheimdiensts FSB werfen dem Dienst vor, mit einem V-Mann an der Geiselnahme im Moskauer Musical-Theater beteiligt gewesen zu sein.
- Vereinigtes Königreich: Premierminister Tony Blair spricht sich für eine Stärkung des Militärbündnisses NATO und für eine Vormachtstellung der Vereinigten Staaten aus. Er wolle keine multipolare Welt, in der die Vereinigten Staaten und Europa als Rivalen agierten.

### Dienstag, 29. April 2003
- Bangkok/Thailand: Führende Politiker der ASEAN-Staaten und Taiwans beraten auf einem Sondergipfel über Maßnahmen gegen die Ausbreitung des Schweren Akuten Atemwegssyndroms, u. a. werden Gesundheitskontrollen an Flughäfen beschlossen.
- Genf/Schweiz: Die Weltgesundheitsorganisation hebt die wegen der Epidemie ausgesprochene Reisewarnung für Toronto, Kanada, wieder auf.
- Palästinensische Autonomiegebiete: Regierungschef Mahmud Abbas übersteht eine Vertrauensabstimmung im Parlament und bleibt damit an der Spitze der Regierung.
- Washington, D.C./Vereinigte Staaten: Die Vereinigten Staaten kündigen an, ihre Militärpräsenz in Saudi-Arabien auf wenige Berater zu reduzieren.

### Mittwoch, 30. April 2003
- Falludscha/Irak: Vier amerikanische Zivilisten werden von Aufständischen getötet und ihre Leichen durch die Stadt geschleift.
- Israel, Palästinensische Autonomiegebiete: Der Friedensplan für Nahost wird den Konfliktparteien übergeben. Die erste Stufe beginnt im Mai und soll bis Ende 2003 abgeschlossen sein.
- New York/Vereinigte Staaten: Der so genannte „Anti-Drogen-Krieg“ der Regierung unter Thaksin Shinawatra von der Thailänder-lieben-Thailand-Partei kostete laut der Nichtregierungsorganisation Human Rights Watch in den letzten drei Monaten circa 2.800 Menschen das Leben.[15]